# Astrovan

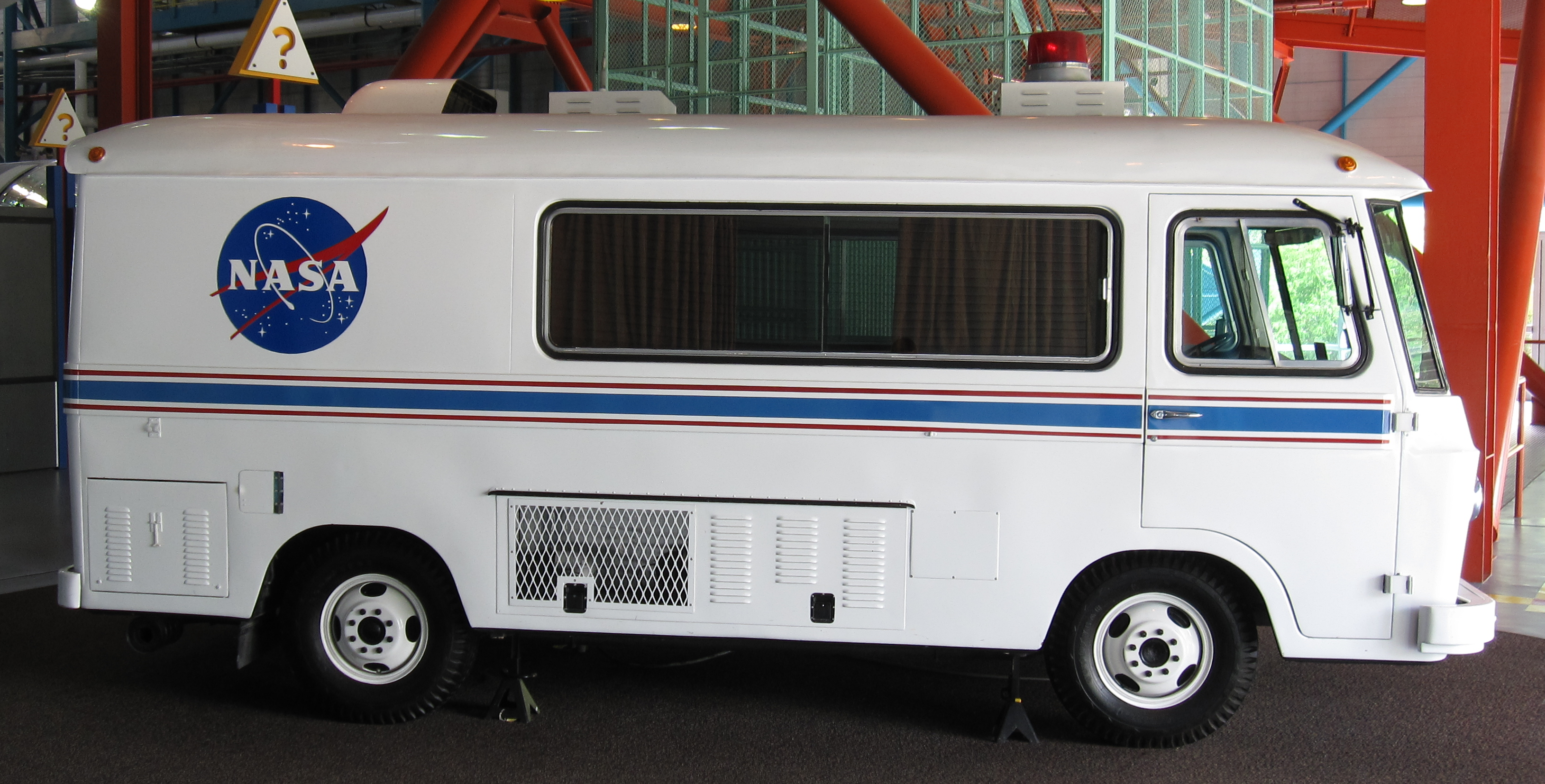
Der Astrovan der Apollo-Ära

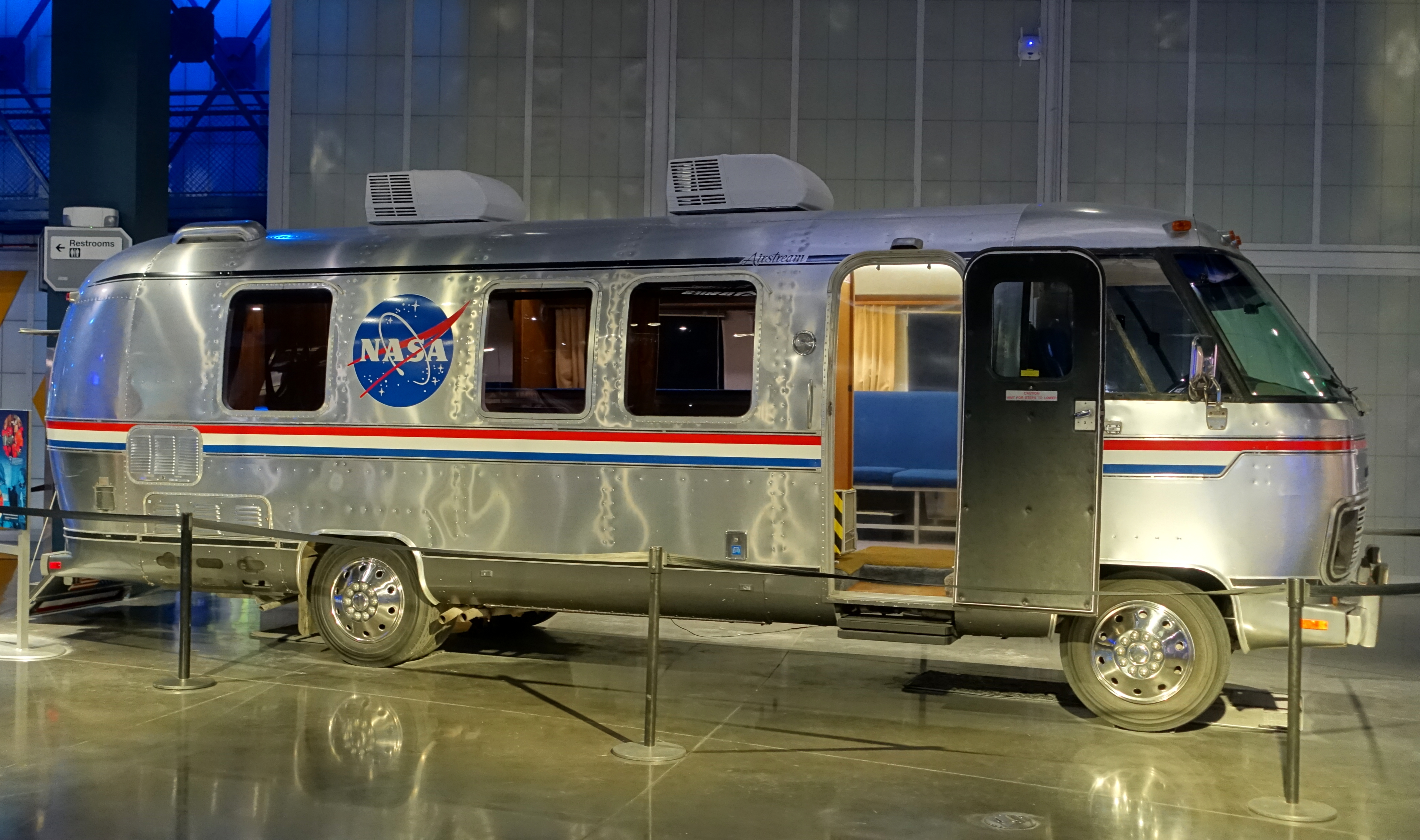
Der Astrovan der Shuttle-Ära

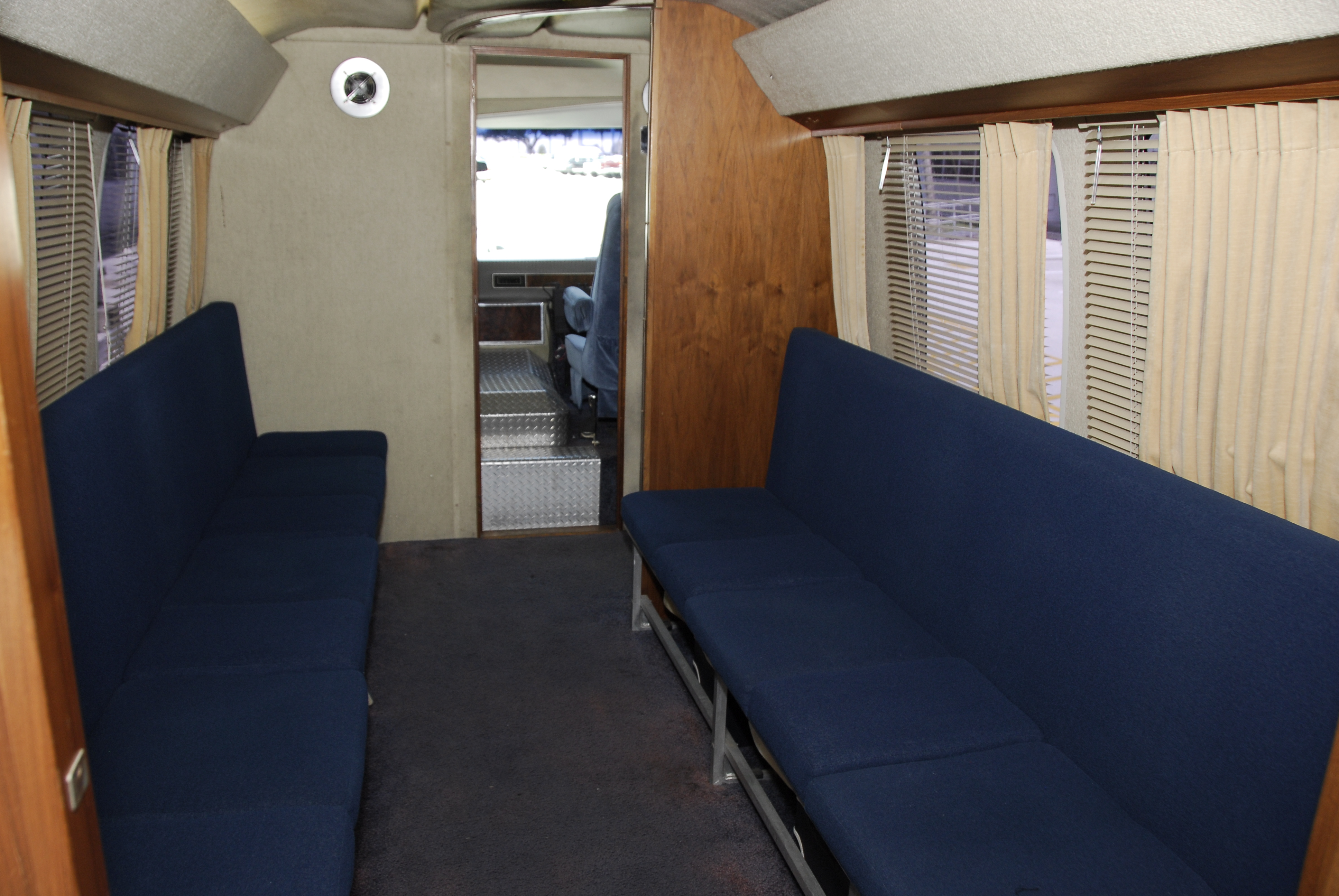
Der neuere Astrovan von innen

Als Astronaut Transfer Van, auch Astrovan genannt, werden mehrere Fahrzeuge bezeichnet, die in der Vergangenheit der NASA dazu dienten, Astronauten auf dem Gelände des Kennedy Space Centers zu transportieren.
Der erste Astronaut Transfer Van wurde für die Astronauten der Apollo-Missionen verwendet. Auch bei den ersten Space-Shuttle-Missionen verwendete die NASA dieses Fahrzeug, da sich die Besatzungen dieser Missionen nur aus wenigen Personen zusammensetzten. Erst nachdem eine größere Mannschaft mehr Platz erforderte, wurde ab der Mission STS-9 im November 1983 mit einem umgebauten Wohnmobil vom Typ Airstream Excella ein größeres Fahrzeug eingesetzt, das als Astrovan bezeichnet wurde. Der Vorgänger wird seitdem im Kennedy-Space-Center-Besucherzentrum ausgestellt.
Die Fahrzeuge transportierten Astronauten bei verschiedenen Aufgaben. Dazu gehörte der Transport vom Operations and Checkout Building zur Startrampe für Startübungen und den eigentlichen Start sowie bei Astronauten der Space Shuttles der Rücktransport nach der Landung zurück zum Operations and Checkout Building. Während der 20-minütigen Fahrt zur Startrampe für Space-Shuttle-Starts hielt das Fahrzeug mindestens einmal, um einen Piloten an der Shuttle Landing Facility abzusetzen, wo er mit den Shuttle Training Aircraft zur Wetterbeobachtung startete. Außerdem fuhren häufig neben dem Fahrer und den Astronauten auch hochrangige NASA-Mitarbeiter mit, die unterwegs am Launch Control Center abgesetzt wurden.
Der langjährige Fahrer des Astrovan Ronnie King berichtete, dass die NASA bereit war, einen neuen Astrovan zu erwerben. Die Mehrheit der Astronauten habe sich aber stets dagegen ausgesprochen, da dieser eine Tradition der Astronauten war.
Nach dem Ende des Space-Shuttle-Programms wurde der letzte Astrovan außer Dienst gestellt. Die Besatzung des neuen US-amerikanischen Raumschiffs Crew Dragon wird mit umgerüsteten SUV des Typs Tesla Model X zur Startrampe des Kennedy Space Centers gefahren.